# Байкадам (Шалкарський район)
Байкадам (каз. Байқадам) — село у складі Шалкарського району Актюбінської області Казахстану. Адміністративний центр та єдиний населений пункт сільського округу імені Єсета Котібарова.
Населення — 625 осіб (2021; 809 у 2009, 943 у 1999, 1385 у 1989).